# Silmäselkä
Silmäselkä är en kulle i Finland. Den ligger i Rovaniemi i landskapet Lappland, i den norra delen av landet, 700 km norr om huvudstaden Helsingfors. Toppen på Silmäselkä är 240 meter över havet.
Terrängen runt Silmäselkä är huvudsakligen platt. Runt Silmäselkä är det mycket glesbefolkat, med 2 invånare per kvadratkilometer. Det finns inga samhällen i närheten. 